# Distretto di Pacora
Il distretto di Pacora è uno dei dodici distretti della provincia di Lambayeque, in Perù. Si trova nella regione di Lambayeque e si estende su una superficie di 87,79 chilometri quadrati.

Ha per capitale la città di Pacora e contava 7.095 abitanti nel censimento del 2005.